# جذابان کلیولند
جذابان کلیولند (به انگلیسی: Hot in Cleveland) یک سریال کمدی موقعیت آمریکایی محصول شبکه تی‌وی لند با حضور ولری برتینلی، جین لیوز، وندی مالیک و بتی وایت است. این سریال ساخته سوزان مارتین است و تهیه‌کنندگان اجرایی آن نیز مارتین، شان هایس، لیندا اوبست و تاد میلینر بودند.
این سریال نخستین سریال ساخت شبکه تی‌وی لند بود و برای نخستین بار در ۱۶ ژوئن ۲۰۱۰ پخش شد و با توجه به موفقیت‌های پدید آمده، پخش آن برای شش فصل و ۱۲۸ قسمت تمدید شد. پخش این سریال تا ۳ ژوئن ۲۰۱۵ ادامه داشت.

## داستان
این سریال داستان سه دوست به نام‌های ملانی، جوی و ویکتوریا را روایت می‌کند که قصد دارند از لس آنجلس برای مسافرت به پاریس بروند اما هواپیمای آن‌ها مجبور به فرود اضطراری در کلیولند می‌شود. آن‌ها پس از مدتی گشت و گذار در شهر، ساکنان کلیولند را از لس آنجلسی‌ها دوستانه‌تر و کمتر جوان‌پسند و سطحی‌بین می‌بینند و به ویژه به خاطر اینکه به عنوان زنان چهل و پنجاه ساله، هنوز هم مورد توجه بسیاری از مردان قرار گرفته‌اند، بسیار خوشحال هستند. آن‌ها پس از دو هفته لذت بردن از این کار، تصمیم می‌گیرند که برای همیشه در کلیولند بمانند و به این منظور به خانه‌ای نقل مکان می‌کنند که خانه‌دارش الکا نیز در اجاره خانه شریک است. در ادامه این چهار نفر با ماجراهای بسیاری روبرو می‌شوند.

## بازیگران

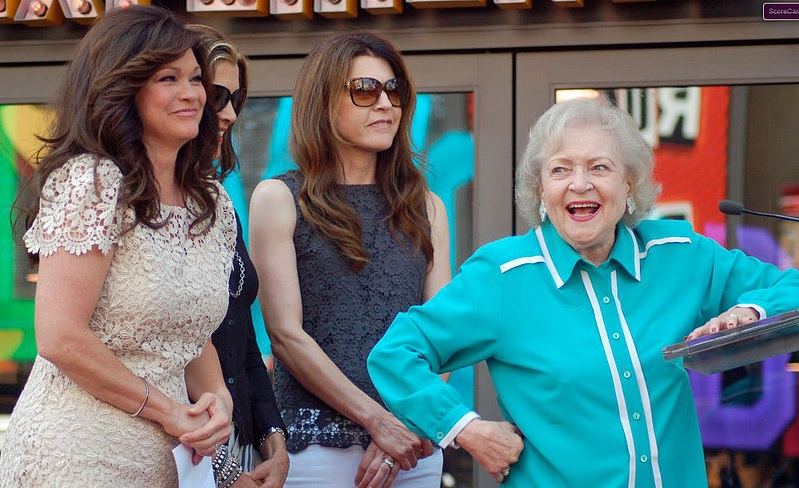
۴ بازیگر اصلی فیلم در اوت ۲۰۱۲

### بازیگران اصلی
ولری برتینلی در نقش ملانی مورتی
ملانی یک نویسنده طلاق‌گرفته و مادر دو فرزند دانشجو است که از جدایی او و همسرش ناراحت هستند. او نیز که از طلاقش افسرده شده، قصد دارد برای پیدا کردن عشق به پاریس سفر کند اما هنگامی که هواپیمای آن‌ها در کلیولند فرود اضطراری انجام می‌دهد، عاشق شهر و ساکنان آن می‌شود و تصمیم می‌گیرد که در آنجا بماند.
جین لیوز در نقش جوی اسکروگز
جوی یک آرایشگر مجرد، معروف به «ملکه ابرو هالیوود» است که مشتریانی همانند اپرا وینفری و رایان سیکرست دارد. مادر جوی که در انگلیس زندگی می‌کند، به شدت از رفتارهای او انتقاد می‌کند. او در ۱۵ سالگی صاحب یک پسر شد که او را به عنوان فرزندخوانده به شخص دیگری سپرد. در پایان فصل اول، جوی پیامی از پسرش دریافت می‌کند، اما گردباد مانع از تماس این دو می‌شود. جوی به دلیل اینکه انگلیسی است، برای اقامت مشکل دارد و به اخراج از ایالات متحده آمریکا تهدید می‌شود. دریافت گرین کارت در مرکز بسیاری از تلاش‌ها قرار دارد.
وندی مالیک در نقش ویکتوریا چیس
ویکتوریا یک بازیگر برنده جایزه امی با پنج بار طلاق است. او به مدت ۲۷ سال در سریال آبکی لبه فردا بازی می‌کرده که اخیراً لغو شده‌است. او از اینکه اکنون تنها نقش‌های پیشنهادی او بازی در نقش مادربزرگ مگان فاکس در فیلم تبدیل‌شوندگان یا مادر ملانی گریفیت در یک پروژه دیگر است، بسیار احساس ناراحتی می‌کند. ویکتوریا پس از شرکت در یک نمایش مدرسه‌ای، معلم تئاتر آنجا می‌شود و بعداً به عنوان گزارشگر در یک شبکه تلویزیونی محلی استخدام می‌شود.
بتی وایت در نقش الکا اوستروفسکی
الکا یک خانه‌دار پیر لهستانی است که در اتاق مهمان آن خانه زندگی می‌کند. او حرف‌های نیش و کنایه‌دار بسیاری می‌زند و در زندگی حادثه‌های زیادی را تجربه کرده‌است، از جمله فرار از نازی‌ها، مرگ شوهرش، مصرف مقدار زیادی الکل و احتمالاً ماری جوانا. او در آغاز به همسرش که دهه‌ها پیش درگذشته، وفادار مانده‌است اما بعداً وارد روابط متعددی با افراد مختلف می‌شود.

### بازیگران دوره‌ای
- وین نایت در نقش ریک
- کارل راینر در نقش مکس میلر
- سوزان لوسی در نقش نسخه‌ای خیالی از خودش
- هوی لویس در نقش جانی ریور
- جو جوناس در نقش ویل مورتی
- جولیت میل در نقش فلیپا اسکروگز
- مایکل مک‌میلیان در نقش اوون بر
- جنیفر لاو هیوت در نقش امی چیس
- جانی ماهونی در نقش روی میلر
- باک هنری در نقش فرد
- جیمز پاتریک استارت در نقش کالین کوپر
- جان لاویتس در نقش آرتی فایراستون
- جورجیا انگل در نقش مامی-سو جانسون
- دیو فولی در نقش دکتر باب مور
- کریگ فرگوسن در نقش سایمون
- جی هارینگتون در نقش الک جونز
- هتر لاکلیر در نقش کلویی پاول
- الن داله در نقش امت لاوسون
- ادی سیبیران در نقش شان
- تیم دالی در نقش میچ ترنر
- بیل بلامی در نقش جیم پاول

## قسمت‌ها
۱۲۸ قسمت این سریال در ۶ فصل از ۱۶ ژوئن ۲۰۱۰ تا ۳ ژوئن ۲۰۱۵ پخش شدند. هر یک از این قسمت‌ها حدود ۲۲ دقیقه طول داشتند.
| فصل | فصل | قسمت‌ها | تاریخ پخش      | تاریخ پخش       | تماشاکنندگان (به میلیون) |
| فصل | فصل | قسمت‌ها | نخستین قسمت    | آخرین قسمت      | تماشاکنندگان (به میلیون) |
| --- | --- | ------ | -------------- | --------------- | ------------------------ |
|     | ۱   | ۱۰     | ۱۶ ژوئن ۲۰۱۰   | ۱۸ اوت ۲۰۱۰     | ۳٫۱۲                     |
|     | ۲   | ۲۲     | ۱۹ ژانویه ۲۰۱۱ | ۳۱ اوت ۲۰۱۱     | ۲٫۰۹                     |
|     | ۳   | ۲۴     | ۳۰ نوامبر ۲۰۱۱ | ۶ ژوئن ۲۰۱۲     | ۱٫۵۲                     |
|     | ۴   | ۲۴     | ۲۸ نوامبر ۲۰۱۲ | ۴ سپتامبر ۲۰۱۳  | ۱٫۳۴                     |
|     | ۵   | ۲۴     | ۲۶ مارس ۲۰۱۴   | ۱۰ سپتامبر ۲۰۱۴ | —                        |
|     | ۶   | ۲۴     | ۵ نوامبر ۲۰۱۴  | ۳ ژوئن ۲۰۱۵     | ۰٫۷۹                     |

## توسعه و تولید
جذابان کلیولند نخستین سریال ساخته تی‌وی لند بود و این شبکه تا پیش از آن فقط تولیدات سایر شبکه‌ها را بازپخش می‌کرد. این مجموعه توسط شان هایس تهیه و توسط سوزان مارتین فیلم‌نامه‌نویسی شده‌است. مارتین همچنین به عنوان سرپرست نویسندگان نیز فعالیت می‌کرد. این فیلم با چند دوربین در مقابل تماشاگران استودیویی زنده در استودیوی سی‌بی‌اس تولید شده‌است.
مارتین در ابتدا ایده ساخت این سریال را در دوره پس از مرگ ایستل گتی، زمانی که کلیپ‌های سریال طنزش به نام دختران زرین در اخبار پخش می‌شد، گرفت. این باعث شد که مارتین «به فکر زنان در ۵۰ سالگی باشد و بفهمد این سریال برای آنان چه معنایی دارد.» وی سپس سناریویی را ابداع کرد که در آن «زنان در جایی در آمریکا فرود بیایند و در آنجا دوباره جذاب شوند.» مارتین در ابتدا ساخت این سریال را به سی‌بی‌اس پیشنهاد کرد که آن‌ها آن را رد کردند، که به اعتقاد مارتین به این دلیل بود که سریال متشکل از زنانی پیرتر از نسخه نمایشی اولیه بود. در زمان، مارتین از وجود تی‌وی لند بی‌خبر بود.
سرانجام مارتین تی‌وی لند را متقاعد به ساخت سریال کرد و نخستین فصل آن پس از تولید در ۱۶ ژوئن ۲۰۱۰ از این شبکه پخش شد. تی‌وی لند در ۷ ژوئیه همان سال اعلام کرد که سریال برای فصل دوم تمدید شده‌است. تولید فصل دوم در ۲۰ قسمت در تاریخ ۱ نوامبر ۲۰۱۰ آغاز و پخش آن در ۱۹ ژانویه ۲۰۱۱ انجام شد. در تاریخ ۲۸ فوریه ۲۰۱۱، تی‌وی لند سریال را برای فصل سوم تمدید کرد که شامل ۲۲ قسمت بود. در تاریخ ۲۱ مارس ۲۰۱۱، تی‌وی لند اعلام کرد که سفارش فصل سوم به ۲۴ قسمت افزایش یافته‌است. در تاریخ ۱۲ ژانویه ۲۰۱۲، تی‌وی لند سریال را برای فصل چهارم تمدید کرد.
بتی وایت در ابتدا فقط قرار بود در قسمت اول ظاهر شود اما از او خواسته شد تا در کل سریال حضور داشته باشد.

## نقدها
این مجموعه نظرات مثبت منتقدان را دریافت کرده‌است. بتی وایت برای عملکرد خود مورد ستایش بسیاری گسترده قرار گرفت. فصل اول سریال در متاکریتیک امتیاز ۶۵ را از ۱۰۰ دریافت کرد. گفته می‌شود که جذابان کلیولند بازگویی امروزی سریال کلاسیک دختران زرین در دهه ۱۹۸۰ است که بتی وایت ستاره آن بود و این مجموعه از این نظر مورد نقد بسیاری قرار گرفته‌است. جیمز پونیووزیک در این زمینه می‌گوید:
من کاملاً مطمئن هستم که امسال نوشتن هر چیز منفی در مورد بتی وایت غیرقانونی و مجازات آن دیس‌لایک شدن در فیس بوک است؛ بنابراین بگذارید از آغاز - و صادقانه - بگویم که وایت به راحتی بهترین چیز در سریال طنز جدید تی‌وی لند، جذابان کلیولند، است.

## جوایز و نامزدی‌ها
| جوایز                     | سال  | رشته                                                  | نامزد                                         | نتیجه    |
| ------------------------- | ---- | ----------------------------------------------------- | --------------------------------------------- | -------- |
| جوایز کمدی                | ۲۰۱۱ | بهترین بازیگر زن در یک کمدی تلویزیونی                 | بتی وایت                                      | نامزدشده |
| جایزه امی                 | ۲۰۱۱ | بهترین بازیگر نقش مکمل زن در مجموعه تلویزیونی کمدی    | بتی وایت                                      | نامزدشده |
| جایزه امی                 | ۲۰۱۱ | بهترین کارگردانی هنری برای یک سریال چند دوربینه       | مایکل اندرو هاینس و مارالی زدیکر              | برنده    |
| جوایز گریسی آلن           | ۲۰۱۱ | بهترین بازیگر زن در یک سریال کمدی                     | بتی وایت                                      | برنده    |
| جایزه انجمن بازیگران فیلم | ۲۰۱۱ | بهترین بازیگر زن در یک سریال کمدی                     | بتی وایت                                      | برنده    |
| جایزه انجمن بازیگران فیلم | ۲۰۱۱ | بهترین گروه بازیگری در یک سریال کمدی                  | ولری برتینلی، جین لیوز، وندی مالیک و بتی وایت | نامزدشده |
| جوایز برگزیده مردم        | ۲۰۱۲ | بهترین کمدی تلویزیون کابلی                            | جذابان کلیولند                                | برنده    |
| جایزه انجمن بازیگران فیلم | ۲۰۱۲ | بهترین بازیگر زن در یک سریال کمدی                     | بتی وایت                                      | برنده    |
| جایزه رسانه‌ای گلد         | ۲۰۱۲ | بهترین قسمت تک (در یک سریال بدون شخصیت منظم ال‌جی‌بی‌تی) | جذابان کلیولند قسمت "ریش‌ها"                   | برنده    |
| جوایز برگزیده مردم        | ۲۰۱۳ | بهترین کمدی تلویزیون کابلی                            | جذابان کلیولند                                | نامزدشده |
| جایزه انجمن بازیگران فیلم | ۲۰۱۳ | بهترین بازیگر زن در یک سریال کمدی                     | بتی وایت                                      | نامزدشده |
| جوایز برگزیده مردم        | ۲۰۱۴ | بهترین کمدی تلویزیون کابلی                            | جذابان کلیولند                                | نامزدشده |